# HTC One Max
O HTC One Max é um smartphone phablet Android projetado e fabricado pela HTC . O dispositivo é uma variante maior do smartphone topo de linha da HTC em 2013, o HTC One, incorporando uma tela de 5,9 polegadas e recursos de reconhecimento de impressão digital.
O lançamento do One Max teve uma recepção dividida da crítica; embora as atualizações de software introduzidas no Sense 5.5 tenham sido percebidas como melhorias positivas, o One Max foi criticado por usar o mesmo hardware que o One e pelo mau funcionamento do seu sensor de impressão digital.

## História
Em junho de 2013, o presidente da HTC North America revelou planos de lançar uma "família de dispositivos" em torno do design e da tecnologia do então recém-lançado HTC One . Pouco depois do lançamento do HTC One em maio de 2013, informações vazadas revelaram um próximo phablet produzido pela HTC com o codinome "T6", que incluiria uma tela 1080p de 5,9 polegadas, caneta stylus e um scanner de impressão digital . Imagens vazadas revelaram um dispositivo semelhante a uma versão maior do HTC One ao lado de seus irmãos padrão e Mini, e dispositivos concorrentes. Outras imagens mostravam o suposto scanner de impressão digital em sua parte traseira e um modelo da marca Verizon para os Estados Unidos.

### Lançamento
O HTC One Max foi oficialmente apresentado em 14 de outubro de 2013 para um lançamento quase imediato nos mercados europeu e asiático. Foi lançado no Reino Unido com exclusividade pela Vodafone (que indicou que seu estoque começaria a chegar na loja ainda naquela semana), enquanto a Sprint e a Verizon Wireless confirmaram planos para lançar em breve o One Max nos Estados Unidos. O One Max também incluia 50 gigabytes de armazenamento gratuito no Google Drive por 2 anos.
Uma versão preta do One Max foi lançada em Hong Kong em meados de dezembro de 2013 e, no final de dezembro de 2013, uma versão vermelha e uma versão âmbar dourada do One Max foram lançadas em Taiwan .

## Especificações
O HTC One Max tem um design quase idêntico ao H7TC One; no entanto, o Max tem uma moldura de plástico semelhante ao One Mini, usa um botão liga / desliga posicionado na lateral e também inclui uma tampa traseira removível que expõe o cartão SIM e os slots microSD. O One Max herda recursos de hardware introduzidos pela primeira vez com o HTC One, como alto-falantes estéreo duplos "BoomSound" frontais e uma câmera traseira de 4 megapixels com um sensor de imagem UltraPixel (no entanto, a câmera não suporta estabilização ótica de imagem ). Além disso, um leitor de impressão digital está localizado diretamente abaixo da câmera. Internamente, o One Max possui um  Processador Snapdragon 600 de 1.7 GHz quad-core com 2GB de RAM, tela de 1080p com 5,9 polegadas com densidade de 373 ppi, um sensor infravermelho e NFC, usa bateria de 3300 mAh não removível e tem como opções 16 ou 32 GB de armazenamento interno expansível.
O One Max vem com uma versão do Android 4.3 e HTC Sense 5.5; a atualização adiciona suporte RSS e Google+ ao BlinkFeed, a opção de desativar o BlinkFeed, uma ferramenta para fazer GIFs animados, e temas adicionais de destaques. O smartphone foi atualizado posteriormente para o Android 4.4 . Os usuários podem desbloquear o telefone deslizando o dedo verticalmente no leitor de impressão digital. Até três dedos podem ser reconhecidos pelo sistema, e o One Max também pode ser configurado para iniciar automaticamente um determinado aplicativo quando um dedo específico for detectado.

## Recepção
Algumas análises iniciais criticaram o One Max por suas especificações de CPU (especificamente, usando o processador Snapdragon 600 mais antigo em vez do modelo 800 mais recente), seu uso da mesma câmera do HTC One, e o posicionamento do scanner de impressão digital. Vlad Savov, do The Verge, sentiu particularmente que o sensor, que exige que os usuários o deslize verticalmente durante a digitalização, foi posicionado muito perto da câmera numa posição "desconfortável" para ser usado corretamente porque os dedos do usuário ficariam naturalmente em um ângulo na parte traseira do dispositivo em uso normal. A tela de 5,9 ", os alto-falantes frontais duplos, a tampa traseira removível com armazenamento expansível, o posicionamento do botão liga / desliga e a capacidade de personalizar ou remover o BlinkFeed foram elogiados.